# Pseudhisychius
Pseudhisychius är ett släkte av insekter. Pseudhisychius ingår i familjen Romaleidae.
Kladogram enligt Catalogue of Life:
| Pseudhisychius | \| \| Pseudhisychius brasiliensis \| \| \| \| \| \| Pseudhisychius carbonelli \| \| \| \| \| \| Pseudhisychius jutai \| \| \| \| \| \| Pseudhisychius nigroornatus \| \| \| \| \| \| Pseudhisychius perlatus \| \| \| \| |
|                | \| \| Pseudhisychius brasiliensis \| \| \| \| \| \| Pseudhisychius carbonelli \| \| \| \| \| \| Pseudhisychius jutai \| \| \| \| \| \| Pseudhisychius nigroornatus \| \| \| \| \| \| Pseudhisychius perlatus \| \| \| \| |
|                | Pseudhisychius brasiliensis |
|                | |
|                | Pseudhisychius carbonelli |
|                | |
|                | Pseudhisychius jutai |
|                | |
|                | Pseudhisychius nigroornatus |
|                | |
|                | Pseudhisychius perlatus |
|                | |